# Casey Stoner
Casey Stoner (* 16. říjen 1985 Southport, Austrálie) je australský motocyklový závodník.

## Závodní kariéra

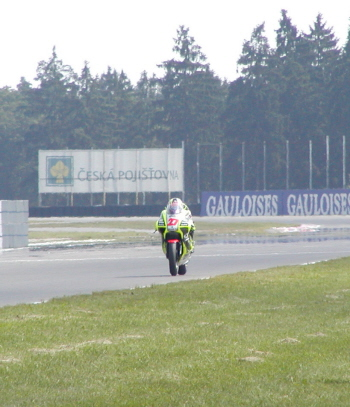
Stoner na GP Brno 2002.

Svoji kariéru odstartoval v mistrovství světa v roce 2002 pod křídly bývalého závodníka Lucia Cecchinella na Aprilii ve třídě do 250 ccm. Jeho nejlepším umístěním v premiérové sezoně bylo 5. místo z Grand Prix České republiky. Celkově skončil v šampionátu na 12. místě.

### Casey ve 125cm³
V roce 2003 pokračoval ve spolupráci s Cecchinellem a Aprilií. Přesunul se však do slabší kubatury. Ukázalo se to jako správná volba. Mladý Australan si v Německu připsal své první pódiové umístění a v posledním závodě ve Valencii získal své první vítězství ve světovém šampionátu. V celkovém hodnocení skončil na 8. místě. Svými výkony si pro následující sezonu vysloužil angažmá u továrního týmu KTM.
V oranžových barvách rakouské stáje v roce 2004 vyhrál Grand Prix Malajsie a opět vylepšil své konečné umístění v konečné tabulce, když skončil na 5. pozici.

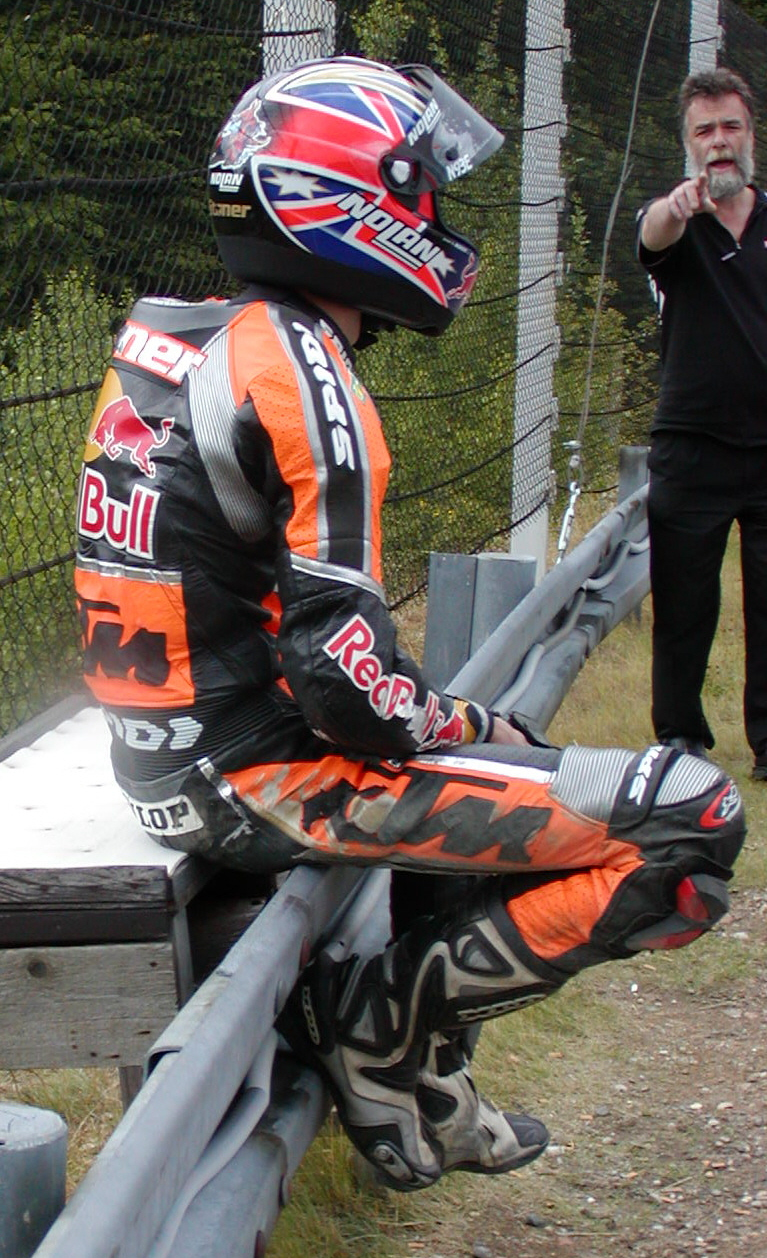
Casey Stoner na GP Brno 2004 po nehodě.

### Další spolupráce s Cecchinellem
V ročníku 2005 se vrátil do týmu Lucia Cecchinella. Startoval v kubatuře do 250 cm³ na Aprilii. V této sezoně konečně ukázal naplno svůj talent. Byl jediným jezdcem startovního pole, který dokázal svádět vyrovnané souboje se „španělským zázračným dítětem“ Danielem Pedrosou. V sezoně si připsal 5 vítězství a s 254 mistrovskými body obsadil celkově druhé místo, právě za mladým Španělem. Nastal tak pravý čas pro přesun do královské kubatury MotoGP.
Do nejsilnější kubatury se v roce 2006 přesunul i s celým týmem Lucia Cecchinella. Aprilia však v této třídě nestartuje, a tak tým začal spolupracovat s japonskou Hondou. Při své debutové sezoně v MotoGP překvapil Casey odborníky i širokou veřejnost, když si hned ve druhém závodě sezony vyjel v Kataru pole position. Samotný závod už však tak povedený nebyl a on dojel pátý. Úspěch v podobě poháru přišel hned v následujícím závodě v Turecku, kdy Stoner obsadil 2. místo. V tomto roce projížděl cílem buď mezi prvními, nebo vůbec. V 17 závodech šampionátu dojel 10x v první osmičce a 7x šachovnicový praporek neviděl. V konečném pořadí obsadil 7. místo. I přes nevyrovnané výkony si Caseyho pro příští sezonu překvapivě vybral tovární tým Ducati.

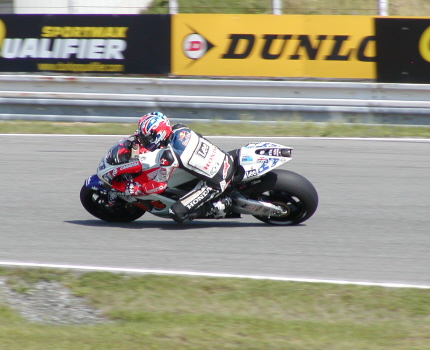
Casey Stoner na GP Brno 2006.

### Suverén sezony 2007
Že Italové dali důvěru tomu pravému se ukázalo hned v úvodu sezony 2007, který překonal i ta nejoptimističtější očekávaní. V prvních 4 závodech si Stoner připsal 3 vítězství. Za celou sezonu se ve startovním poli nenašel nikdo, kdo by Australana v rudých barvách italské stáje dokázal pravidelně porážet. V této fenomenální sezóně si připsal víc vítězství, než za celou dosavadní kariéru v Mistrovství světa – na nejvyšším stupínku stanul celkem 10x. O zisku titulu světového šampióna definitivně rozhodl stylově – vítězstvím v domácí Velké ceně na Phillip Islandu už 3 závody před koncem seriálu.

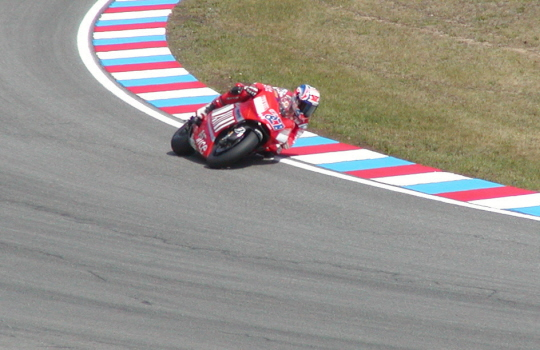
Casey Stoner na GP Brno 2007.

### 2008: Obhajoba titulu
Po fantastické předchozí sezóně nemohli mít u Ducati jiné cíle než napodobit minulé výsledky. Konkurence však měla být mnohem silnější a hlavně Valentino Rossi toužil po titulu.Vítězství v úvodním závodě v Kataru navnadilo fanoušky italské továrny,realita se však ukázala v následujících třech závodech trošku jiná, když nestačil na Hondu a Yamahu. Naději mu vrátil až hattrick z Velké Británie, Nizozemska a Německa. Najednou se stal velkým favoritem na titul,ale přišlo velké zklamání když po pádu prohrál s Rossim bitvu století na okruhu Laguna Seca.Následují dva závody byly rovněž obrovským zklamáním. V obou podnicích upadl a nezískal ani bod.Chuť si zpravil až na domácím závodě na Phillip Islands a španělské Valencii.

## Zajímavosti
- Stonerova pole position při jeho druhém startu v MotoGP znamenala, že se stal druhým nejmladším jezdcem královské třídy, který startoval z pole position po Freddie Spencerovi.
- Stoner je druhým nejmladším mistrem světa v královské kubatuře po Freddie Spencerovi.
- Stoner získal první titul pro továrnu Ducati od jejího návratu do MotoGP v roce 2003.
- Jeho vítězství v Kataru jej učinilo prvním Australanem, který získal výhru ve všech třech současných kategoriích.
- Je prvním jezdcem královské třídy, který dokázal na motocyklu evropského výrobce vyhrát tři ze čtyř úvodních závodů sezóny od roku 1972, kdy se tento kousek povedl Giacomo Agostinimu.
- Jeho druhé místo v Turecku jej učinilo nejmladším Australanem, který stál na pódiu v nejvyšší třídě.
- Na počátku jeho kariéry stál Alberto Puig a Casey se krátce přestěhoval do Španělska.
- Casey získal pro KTM první vítězství v Grand Prix Malajsie 2004.
- V lednu roku 2007 se oženil se svou přítelkyní slovenského původu, Adrianou.
- 16.2.2012 se mu narodila dcera Alessandra Maria.

## Statistiky v Grand Prix
| Sezona | Třída   | Motocykl      | Závody | Vítězství | Pódia | Pole position | Nejrychlejší kola | Body | Umístění         |
| ------ | ------- | ------------- | ------ | --------- | ----- | ------------- | ----------------- | ---- | ---------------- |
| 2001   | 125ccm  | Honda RS125R  | 2      | 0         | 0     | 0             | 0                 | 4    | 29               |
| 2002   | 250 cm³ | Aprilia RS250 | 15     | 0         | 0     | 0             | 0                 | 68   | 12               |
| 2003   | 125 cm³ | Aprilia RS125 | 14     | 1         | 4     | 1             | 2                 | 125  | 8                |
| 2004   | 125 cm³ | KTM 125 FPR   | 14     | 1         | 6     | 1             | 1                 | 145  | 5                |
| 2005   | 250 cm³ | Aprilia RS250 | 16     | 5         | 10    | 2             | 1                 | 254  | Stříbrná medaile |
| 2006   | MotoGP  | Honda RC211V  | 16     | 0         | 1     | 1             | 0                 | 119  | 8                |
| 2007   | MotoGP  | Ducati GP7    | 18     | 10        | 14    | 5             | 6                 | 367  | Zlatá medaile    |
| 2008   | MotoGP  | Ducati GP8    | 18     | 6         | 11    | 9             | 9                 | 280  | Stříbrná medaile |
| Celkem |         |               | 113    | 23        | 46    | 19            | 19                | 1362 |                  |

## Kompletní výsledky Caseyho Stonera
| Legenda k tabulce | Legenda k tabulce                                                                       |
| Barva             | Výsledek                                                                                |
| ----------------- | --------------------------------------------------------------------------------------- |
| Zlatá             | Vítěz                                                                                   |
| Stříbrná          | 2. místo                                                                                |
| Bronzová          | 3. místo                                                                                |
| Zelená            | Bodované umístění                                                                       |
| Modrá             | Nebodované umístění                                                                     |
| Modrá             | Dokončil neklasifikován (NC)                                                            |
| Fialová           | Odstoupil (Ret)                                                                         |
| Červená           | Nekvalifikoval se (DNQ)                                                                 |
| Červená           | Nepředkvalifikoval se (DNPQ)                                                            |
| Černá             | Diskvalifikován (DSQ)                                                                   |
| Bílá              | Nestartoval (DNS)                                                                       |
| Bílá              | Závod zrušen (C)                                                                        |
| Světle modrá      | Pouze trénoval (PO)                                                                     |
| Světle modrá      | Páteční testovací jezdec (TD)                                                           |
| Bez barvy         | Netrénoval (DNP)                                                                        |
| Bez barvy         | Vyřazen (EX)                                                                            |
| Bez barvy         | Nepřijel (DNA)                                                                          |
| Bez barvy         | Odvolal účast (WD)                                                                      |
| Bez barvy         | Nezúčastnil se (prázdné)                                                                |
| Označení          | Význam                                                                                  |
| Tučnost           | Pole position                                                                           |
| Kurzíva           | Nejrychlejší kolo                                                                       |
| †                 | Jezdec nedojel do cíle, ale byl klasifikován, protože odjel více než 90 % délky závodu. |
| ‡                 | Byl udělován poloviční počet bodů, protože bylo odjeto méně než 75 % délky závodu.      |
| Horní index       | Umístění bodujících jezdců ve sprintu                                                   |

| Rok  | Třída  | Tým                    | Továrna | 1       | 2       | 3     | 4       | 5       | 6       | 7       | 8       | 9       | 10      | 11      | 12      | 13      | 14      | 15      | 16      | 17      | 18    | Body | Umístění         |
| ---- | ------ | ---------------------- | ------- | ------- | ------- | ----- | ------- | ------- | ------- | ------- | ------- | ------- | ------- | ------- | ------- | ------- | ------- | ------- | ------- | ------- | ----- | ---- | ---------------- |
| 2001 | 125cc  | Movistar Team          | Honda   |         |         |       |         |         |         |         | GBR 17  |         |         |         |         |         | AUS 12  |         |         |         |       | 4    | 29. místo        |
| 2002 | 250cc  | Safilo Oxydo Race LCR  | Aprilia | JPN Ret | RSA Ret | ESP 6 | FRA Ret | ITA DNS | CAT 6   | NED 8   | GBR 11  | GER Ret | CZE 5   | POR Ret | BRA 6   | MOT 17  | MAL 11  | AUS 10  | VAL 13  |         |       | 68   | 12. místo        |
| 2003 | 125cc  | Safilo Oxydo LCR       | Aprilia | JPN Ret | RSA 10  | ESP 6 | FRA 4   | ITA 18  | CAT Ret | NED Ret | GBR 5   | GER 2   | CZE DNS | POR DNS | BRA 2   | MOT 2   | MAL Ret | AUS Ret | VAL 1   |         |       | 125  | 8. místo         |
| 2004 | 125cc  | Red Bull KTM           | KTM     | RSA 3   | ESP 5   | FRA 8 | ITA 2   | CAT 4   | NED 3   | BRA 2   | GER DNS |         | CZE Ret | POR Ret | JPN Ret | QAT Ret | MAL 1   | AUS 3   | VAL Ret |         |       | 145  | 5. místo         |
| 2005 | 250cc  | Carrera Sunglasses-LCR | Aprilia | ESP Ret | POR 1   | CHN 1 | FRA 4   | ITA 4   | CAT 2   | NED 6   | GBR 3   | GER 7   | CZE 3   | JPN 3   | MAL 1   | QAT 1   | AUS Ret | TUR 1   | VAL 3   |         |       | 254  | Stříbrná medaile |
| 2006 | MotoGP | Honda LCR              | Honda   | ESP 6   | QAT 5   | TUR 2 | CHN 5   | FRA 4   | ITA Ret | CAT Ret | NED 4   | GBR 4   | GER DNS | USA Ret | CZE 6   | MAL 8   | AUS 6   | JPN Ret | POR Ret | VAL Ret |       | 119  | 8. místo         |
| 2007 | MotoGP | Ducati Marlboro Team   | Ducati  | QAT 1   | ESP 5   | TUR 1 | CHN 1   | FRA 3   | ITA 4   | CAT 1   | GBR 1   | NED 2   | GER 5   | USA 1   | CZE 1   | RSM 1   | POR 3   | JPN 6   | AUS 1   | MAL 1   | VAL 2 | 367  | Zlatá medaile    |
| 2008 | MotoGP | Ducati Marlboro Team   | Ducati  | QAT 1   | ESP 11  | POR 6 | CHN 3   | FRA 16  | ITA 2   | CAT 3   | GBR 1   | NED 1   | GER 1   | USA 2   | CZE Ret | RSM Ret | INP 4   | JPN 2   | AUS 1   | MAL 6   | VAL 1 | 280  | Stříbrná medaile |
| 2009 | MotoGP | Ducati Marlboro Team   | Ducati  | QAT 1   | JPN 4   | ESP 3 | FRA 5   | ITA 1   | CAT 3   | NED 3   | USA 4   | GER 4   | GBR 14  |         |         |         | POR     | AUS     | MAL     | VAL     |       | 150  | Bronzová medaile |